# Cecropis daurica
La golondrina dáurica (Cecropis daurica) es una especie de ave paseriforme de la familia Hirundinidae propia de Eurasia y África. Habita en los países de clima templado del sur de Europa y Asia, desde la península ibérica en el oeste hasta Japón en el este, llegando al África tropical por el sur. Los ejemplares indios y africanos son sedentarios, pero las golondrinas europeas y de las zonas asiáticas más septentrionales son migratorias, y pasan el invierno en África y en la India.

## Descripción
Las partes superiores de la cabeza, dorso y alas son de un color azul muy oscuro. Su pecho y vientre es castaño rubio con pequeñas y numerosas motas oscuras; el obispillo suele tener un color similar al del vientre. Posee una cola muy larga y muy ahorquillada,de color negro uniforme, tanto por arriba como por abajo. Sus alas son anchas y puntiagudas. Son rápidas voladoras y se alimentan de insectos.
Las dimensiones de esta golondrina son similares a las de la golondrina común (Hirundo rustica), tiene una envergadura alar de unos 33 cm y la longitud de su cuerpo es de alrededor de 17 cm.
Es parecida a la golondrina común, pero se diferencia porque es más oscura y la mancha roja de la garganta es mucho más clara y extendida, presentando también una zona amarillenta en el nacimiento de la cola. Además las plumas de la cola son claramente más anchas.

## Comportamiento

Huevos de Cecropis daurica

Las golondrinas dáuricas son similares en costumbres y apariencia a otras especies de la familia Hirundinidae.
Las golondrinas dáuricas construyen nidos con forma de media esfera con barro que recogen con sus picos, e incuban entre tres y seis huevos en cada puesta, de mayo a junio. Normalmente anidan en zonas rocosas y altas, pero se adaptan con facilidad a las construcciones humanas (puentes o edificios). El nido recuerda al del avión común (Delichon urbicum) en su forma y material, pero cuenta con una entrada tubular de la que carece el nido de este último.
Normalmente esta especie no forma grandes colonias de cría, pero son bastante gregarias fuera de la estación de apareamiento. Las bandadas más numerosas se pueden observar en las extensas llanuras de la India. En la península ibérica es estival de marzo a septiembre. Es una especie en expansión, más abundante en la mitad sur.Se están observando numerosos grupos de esta especie por la costa del Mar Menor (Murcia)